# Sant Joan Baptista de les Esglésies
Sant Joan Baptista de les Esglésies és una església de Sarroca de Bellera (Pallars Jussà) inclosa a l'Inventari del Patrimoni Arquitectònic de Catalunya.

## Descripció
Església d'una nau amb capelles laterals i sagristia. La porta té l'arc rebaixat i un òcul il·lumina el cor, que dona accés al campanar, aixamfranat a les quatre cantonades amb campanes a les finestres. La coberta, de la volta d'aresta a l'interior, és de dos vessants i amb teula àrab, mentre que la coberta del campanar és vuitavada i amb lloses de pissarra.